# Тяжёлая вода (фильм)
«Тяжёлая вода» — советский художественный фильм 1979 года, снятый режиссёром Леопольдом Бескодарным на киностудии имени Александра Довженко.
Экранизация одноимённого романа Виталия Логвиненко.
Премьера фильма состоялась 25 июля 1980 года. Фильм посмотрели 2,1 млн зрителей.

## Сюжет
Экипаж атомной подводной лодки сталкивается с трудностями и проблемами во время похода: акустик Мидядько начинает слышать несуществующие сигналы, командиру приходится бороться с «грузом земли» и своими мыслями о доме, старпом получает серьёзную травму во время аварии. Лодка продолжает своё плавание, а старпом отправляется на берег.

## В ролях
- Борис Борисов — Арнольд Петрович, командир подводной лодки
- Борис Гусаков — Юрий Алексеевич, замполит
- Сергей Десницкий — Борис Антонович Галаев, старпом, капитан второго ранга
- Геннадий Шкуратов — Георгий Максимович, судовой врач
- Анатолий Барчук — Игорь Павлович, командир БЧ-5
- Леонид Яновский — Ковалёв, старший лейтенант, начальник РТС подлодки
- Юрий Мысенков — помощник командира
- Сергей Подгорный — Игорь Девушкин, мичман
- Виктор Мамаев — Василий Мидядько, акустик
- Геннадий Болотов — штурман
- Наталия Вавилова — Лена Соловьёва
- Валентина Титова — Ольга Андреевна
- Валерия Чайковская — Вера, агроном
- Ирина Кихтёва
- Наталья Гебдовская — старушка на сельском кладбище
- Людмила Зверховская — эпизодическая роль
- Игорь Чаленко — эпизодическая роль
- Данила Ковжун — Серёжа, сын агронома
- Виктор Панченко — саниструктор

## Съёмочная группа
- Режиссёр: Леопольд Бескодарный
- Сценарист: Александр Гусельников
- Оператор: Геннадий Энгстрем
- Художник: Владимир Цырлин
- Звукорежиссёр: Владимир Сулимов
- Композитор: Леонид Афанасьев